# UFC on ESPN: Cannonier vs. Borralho
UFC on ESPN: Cannonier vs. Borralho（ユーエフシー・オン・イーエスピーエヌ：キャノニア・バーサス・ボハーリョ、別名UFC on ESPN 62）は、アメリカ合衆国の総合格闘技団体「UFC」の大会の一つ。2024年8月24日、ネバダ州ラスベガスのUFC APEXで開催された。

## 大会概要
本大会はジャレッド・キャノニアとカイオ・ボハーリョのミドル級戦、ロバート・バレンティンとライアン・ローダーThe Ultimate Fighter 32ミドル級トーナメント決勝、カーン・オフリとマイロン・サントスのThe Ultimate Fighter 32フェザー級トーナメント決勝が組まれた。

## 試合結果

### プレリミナリーカード
第1試合 女子フライ級 5分3R
○  ワン・ツォン vs.  ビクトリア・レオナルド ×
1R 1:02 KO（右ストレート）
第2試合 女子バンタム級 5分3R
○  ジャケリン・カバウカンチ vs.  ジョジアニ・ヌネス ×
3R終了 判定2-1（27-30、29-28、29-28）
第3試合 ライト級 5分3R
○  ヴィチェスラフ・ボルシェフ vs.  ハメス・ヨントップ ×
3R終了 判定2-1（28-29、29-28、30-27）
第4試合 ミドル級 5分3R
○  ザッカリー・リース vs.  ホセ・アニエル・メリナ ×
3R終了 判定3-0（30-27、30-27、30-27）
第5試合 ライト級 5分3R
○  フランシス・マーシャル vs.  デニス・ブズカ ×
3R終了 判定2-1（28-29、30-27、29-28）

### メインカード
第6試合 ミドル級 5分3R
○  ジェラルド・マーシャート vs.  エドメン・シャバージアン ×
2R 4:12 肩固め
第7試合 ウェルター級 5分3R
○  マイケル・モラレス vs.  ニール・マグニー ×
1R 4:39 TKO（パウンド）
第8試合 TUF 32フェザー級トーナメント決勝 5分3R
○  マリオン・サントス vs.  カーン・オフリ ×
2R 1:30 KO（左フック）
第9試合 TUF 32ミドル級トーナメント決勝 5分3R
○  ロバート・バレンティン vs.  ライアン・ローダー ×
2R 1:49 TKO（グラウンドの肘打ち連打）
第10試合 女子ストロー級 5分3R
○  タバサ・リッチ vs.  アンジェラ・ヒル ×
3R終了 判定3-0（29-28、29-28、29-28）
第11試合 ミドル級 5分5R
○  カイオ・ボハーリョ vs.  ジャレッド・キャノニア ×
5R終了 判定3-0（49-45、49-45、48-46）

### 各賞
ファイト・オブ・ザ・ナイト：カイオ・ボハーリョ vs. ジャレッド・キャノニア
パフォーマンス・オブ・ザ・ナイト：マイケル・モラレス、ジェラルド・マーシャート
各選手にはボーナスとして5万ドルが授与された。

### カード変更
負傷などによるカードの変更は以下の通り。